# Asindulum theodori
Asindulum theodori är en tvåvingeart som beskrevs av Loïc Matile 1974. Asindulum theodori ingår i släktet Asindulum och familjen platthornsmyggor.
Artens utbredningsområde är Israel. Inga underarter finns listade i Catalogue of Life.